# Гріо
Гріо (фр. griot, гаїт. креол. griyo, також grillots ) — страва гаїтянської кухни, складається зі свинячої лопатки, маринованої в цитрусових, яку тушкують, а потім обсмажують. Його зазвичай подають на вечірках . Гріо разом з дірі ак пва вудж (diri ak pwa wouj, червона квасоля та рис) деякими вважається національною стравою Гаїті.

## Приготування
Гріо зазвичай готують зі свинячої лопатки. М'ясо спочатку промивають, а потім кладуть у суміш цитрусових соків (апельсин, лимон, лайм) для надання аромату. Після замочування в цитрусових соках м'ясо маринують у приправі епіс, яка є сумішшю гаїтянських трав, овочів та спецій. Далі м'ясо або тушкують, або запікають до м'якості. Отримана кулінарна рідина використовується для приготування соусу, який супроводжуватиме страва, і відомий як сос ті-маліс (sòs ti-malis) . Нарешті, м'ясо обсмажується у фритюрі до золотаво-коричневого кольору та хрусткої скоринки. Гріо майже завжди подають з салатом-закускою пікліз з маринованої капусти, моркви, болгарського перцю та перцю чилі), а також з рисом або тостонес.